# Oriental do Tocantins
Oriental do Tocantins è una mesoregione dello Stato del Tocantins in Brasile.

## Microregioni
È suddivisa in 3 microregioni:
- Dianópolis
- Jalapão
- Porto Nacional